# Rugby Africa Cup
La Coppa d'Africa di rugby (in inglese Rugby Africa Cup) è il campionato continentale africano di rugby a 15 organizzato da Rugby Afrique.
Il torneo si è svolto per la prima volta nel 2000 ed è disputato su base annuale. Precedentemente era noto come “CAR top 9” o “CAR top 10” prima assumere, nel 2006, la denominazione "Africa Cup". Data la differenza di livello con le altre nazionali continentali, la nazionale sudafricana ha sinora partecipato al torneo solo con nazionali minori (Under 23 e dilettanti), vincendolo comunque per tre volte.

## Albo d'oro
| Edizione | Campione                                                | 2ª classificata                                         | 3ª classificata                                         |
| -------- | ------------------------------------------------------- | ------------------------------------------------------- | ------------------------------------------------------- |
| 2000     | Sudafrica Under-23                                      | Marocco                                                 | —                                                       |
| 2001     | Sudafrica Under-23                                      | Marocco                                                 | —                                                       |
| 2002     | Namibia                                                 | Tunisia                                                 | —                                                       |
| 2003     | Marocco                                                 | Namibia                                                 | —                                                       |
| 2004     | Namibia                                                 | Marocco                                                 | —                                                       |
| 2005     | Marocco                                                 | Madagascar                                              | —                                                       |
| 2006     | Sudafrica Amateurs                                      | Namibia                                                 | —                                                       |
| 2007     | Uganda                                                  | Madagascar                                              | Kenya                                                   |
| 2008-09  | Namibia                                                 | Tunisia                                                 | —                                                       |
| 2010     | Edizione incompleta                                     | Edizione incompleta                                     | Edizione incompleta                                     |
| 2011     | Kenya                                                   | Tunisia                                                 | —                                                       |
| 2012     | Zimbabwe                                                | Uganda                                                  | Kenya                                                   |
| 2013     | Kenya                                                   | Zimbabwe                                                | Madagascar                                              |
| 2014     | Namibia                                                 | Zimbabwe                                                | Kenya                                                   |
| 2015     | Namibia                                                 | Zimbabwe                                                | Kenya                                                   |
| 2016     | Namibia                                                 | Kenya                                                   | Uganda                                                  |
| 2017     | Namibia                                                 | Kenya                                                   | Uganda                                                  |
| 2018     | Namibia                                                 | Kenya                                                   | Uganda                                                  |
| 2019     | Edizione non disputata                                  | Edizione non disputata                                  | Edizione non disputata                                  |
| 2019-20  | Edizione annullata in seguito alla pandemia di COVID-19 | Edizione annullata in seguito alla pandemia di COVID-19 | Edizione annullata in seguito alla pandemia di COVID-19 |
| 2021-22  | Namibia                                                 | Kenya                                                   | Algeria                                                 |
| 2024     | Zimbabwe                                                | Algeria                                                 | Namibia                                                 |
| 2025     | Zimbabwe                                                | Namibia                                                 | Algeria                                                 |